# Vogue Singapore
Vogue Singapore - сінгапурське видання журналу про моду та стиль життя Vogue. Журнал видається компанією Indochine Media. Він став 27-м міжнародним виданням Vogue.

## Історія

### 1994–1997: Видавництво Condé Nast
У березні 1994 року було оголошено, що Condé Nast планує запустити перше азійське видання журналу Vogue у Сінгапурі у вересні. Було сказано, що журнал вже створив адміністративний офіс в країні і наступного року приїде редакція. До того часу журнал буде редагуватися і розроблятися австралійським офісом Vogue Australia в Сіднеї. Очікується, що початковий тираж Vogue Singapore становитиме від 15 000 до 18 000 примірників. Вартість журналу становитиме $3,70. З приводу запуску редактор Vogue Australia Ненсі Пілчер сказала, що Сінгапур - "мабуть, одне з найкращих місць в Азійсько-Тихоокеанському регіоні для ведення бізнесу", додавши, що "крім того, Сінгапур - це як гавань моди. Тут є кожен лейбл у світі."
Журнал офіційно стартував у серпні 1994 року з вересневого номера. Тема першого номера - "Схід зустрічається із Заходом", а його обкладинку прикрасила актриса Джоан Чень. Перший тираж Vogue Singapore складе 35 000 примірників для розповсюдження в Сінгапурі, плюс 10 000 для Малайзії та по 1 000 для Брунею, Індонезії, Філіппін і Таїланду. Продаватиметься він за ціною близько $3,30 за примірник..
У 1996 році газета The Wall Street Journal повідомила, що Condé Nast Asia-Pacific "призупиняє випуск свого сінгапурського видання Vogue через уповільнення економічного зростання в місті-державі". Тодішній президент Condé Nast Asia-Pacific Дідьє Герен заявив: "Журнал більше не був економічно життєздатним на такому маленькому ринку, хіба якщо ми не поставимо під загрозу якість журналу". Також повідомлялося, що рекламодавці журналу відмовлялися від нього, а продажі примірників падали. Січневий номер за 1997 рік був останнім і надійшов у продаж 30 грудня 1996 року..

### 2020–сьогодення: Перезапуск
У січні 2020 року Condé Nast оголосив про запуск Vogue Singapore, який стартує цього року з англомовним друкованим виданням, веб-сайтом і присутністю на всіх відповідних соціальних платформах. Видання буде виходити за ліцензійною угодою з Indochine Media Ventures, сінгапурською медіакомпанією, яка видає регіональні видання Robb Report та сінгапурське видання Esquire, серед інших видань. Друкований випуск Vogue Singapore коштуватиме близько дев'яти сінгапурських доларів. Веб-сайт не буде платним на момент запуску, але в розмові з WWD Міхаель фон Шліппе, президент Indochine Media, сказав, що не виключає, що в майбутньому буде введений платний доступ до нього, але не виключає, що в майбутньому.
У квітні на посаду головного редактора було призначено Нормана Тана. Він приєднався до Vogue Сінгапур з Esquire Сінгапур, де обіймав посаду головного редактора понад два роки. У 2015 році він успішно запустив Buro Singapore, принісши з собою багатий досвід і знання як у друкованому, так і в цифровому виданні предметів розкоші. Тан закінчив Університет Мельбурна з подвійним дипломом з комерції та права.
Журнал офіційно вийшов у вересні 2020 року з трьома різними обкладинками. На головній обкладинці - сінгапурська модель Дія Прабхакар, а китайська модель Цзю Сяовен та японська акторка Нана Комацу завершують триптих. Як друкована, так і цифрова версії видання міститимуть QR-коди, які можна буде відсканувати, а також AR та VR-контент.